# Сауд ибн Мухаммед Аль Мукрин
Сауд ибн Мухаммед Аль Мукрин  (1640—1725) — эмир Дирийского шейхства, который правил с 1720 по 1725 год, основатель династии Саудитов.

## Биография
О Сауде известно крайне мало. Родился Сауд в городе Диръия примерно в 1640 году. Стал эмиром после изгнания Мусы ибн Рабии из города в 1720 году. Он умер в 1725 году. Престол унаследовал Зайд ибн Мукрин, старший член семьи, однако в 1727 году он был убит старшим сыном Сауда Мухаммедом. Мухаммед в 1744 году создаст Дирийский эмират.
Фактически Сауд стал основателем династии Саудитов, поскольку все его потомки до сих пор носят это имя.